# Kalmár Éva
Kalmár Éva (Budapest, 1938. február 3.–; kínai neve pinjin hangsúlyjelekkel: Gū Lán; magyar népszerű: Ku Lan; hagyományos kínai: 姑蘭; egyszerűsített kínai: 姑兰) sinológus, műfordító, szerkesztő. egyetemi, főiskolai oktató. Szakterületei a kínai színháztörténet, több jelentős kortárs kínai regény szakavatott tolmácsolója. Kalmár László matematikus lánya.

## Pályafutása
Kalmár Éva a Pekingi Egyetem, Kínai nyelv és irodalom szakán kezdte meg egyetemi tanulmányait 1956-ban, majd szerzett egyetemi diplomát 1963-ban. A diploma honosítását követően lett Magyarországon is orientalista előadó (kínai nyelv és irodalom).
1979-től az Európa Könyvkiadóban dolgozott szerkesztőként, ahol tizenöt éven át a keleti irodalom (kínai, japán, indiai, mongol, koreai stb.) kiadását gondozta. Mintegy ötven könyv szerkesztése fűződik a nevéhez. 1993-ban innen vonult nyugdíjba.
- 1990-1991 között a Szegedi Tudományegyetemen kínai művelődéstörténetet oktatott
- 1991-1992 között a Miskolci Bölcsész Egyesület Kínai Tanszékén kínai nyelvet, kínai irodalmat és kínai művelődéstörténet oktatott.
- 1993-2005 között a Tan Kapuja Buddhista Főiskolán klasszikus kínai nyelvet, modern kínai nyelvet, kínai buddhista szövegolvasást, kínai buddhista kultúrát, kínai irodalmat tanított valamint kínai színjáték és buddhizmus kapcsolatáról tartott előadásokat.
- 1996-2005 között az ELTE Bölcsészettudományi Kar Kínai Tanszékén modern kínai irodalmat és mongol-kori színjátéktörténetet tanított.

## Főbb művei

### Fordításai
- A fejnélküli szellem. Régi kínai komédiák. 1978. Budapest: Európa Könyvkiadó. ISBN 963-07-0991-0
- Jung Chang: Vadhattyúk. 1994. (Révész Ágotával) Budapest: Európa Könyvkiadó. ISBN 963-07-5680-3
- Mulian megmenti anyját. Budapest: Syllabux. ISBN 9789638866639
- Mo Yan: Szeszföld. 2013. Budapest: Noran Libro. ISBN 9786155274466

### Tanulmányai
- „Mutatványok és átváltozások. Fejezetek a kínai színjáték előtörténetéből.” In: Hamar Imre – Salát Gergely (szerk.) 2003. Kínai nyelv és irodalom. Tanulmányok Csongor Barnabás születésének 80. évfordulójára. Budapest: Balassi, 92–109.
- „A fantasztikum tükre.” Átváltozások 16 (1999) 7–15.